# Gorkier Stausee
Der Gorkier Stausee (russisch Горьковское водохранилище/ Gorkowskoje wodochranilischtsche) ist ein Stausee an der Wolga in Russland (Europa). Er ist ein Teil der so genannten Wolga-Kama-Kaskade.
Der Stausee befindet sich nordwestlich der Millionenstadt Nischni Nowgorod und rund 360 km nordöstlich von Moskau. Sein maximales Stauvolumen umfasst 8,71 Mrd. m³ bei 1.590 km² Fläche. 
Das Wasserkraftwerk Nischni Nowgorod (⊙) hat eine installierte Leistung von 520 MW.
Baubeginn für das insgesamt über 13 km lange Absperrbauwerk (zumeist Staudamm, im Bereich des Wasserkraftwerkes Gewichtsstaumauer) war 1948. Die Aggregate des Kraftwerkes gingen 1955–1956 in Betrieb; die Flutung des Stausees dauerte von 1955 bis 1957.